# Lotto Brandenburg
Die LAND BRANDENBURG LOTTO GmbH (kurz: LBL bzw. Lotto Brandenburg) ist die Lottogesellschaft des Landes Brandenburg. Am Hauptsitz des Unternehmens im Potsdamer Stadtteil Babelsberg sind 119 Mitarbeitende beschäftigt. In der Geschäftsführung sind Diplom-Kauffrau Anja Bohms und Volljuristin Kerstin Kosanke. Der alleinige Gesellschafter der LBL ist das Land Brandenburg, vertreten durch das Ministerium der Finanzen. Die rechtlichen Grundlagen des Handelns der LBL sind der Glücksspielstaatsvertrag sowie das Gesetz über öffentliche Lotterien, Ausspielungen und Sportwetten im Land Brandenburg.
Das Unternehmen ist seit November 1992 Mitglied im Deutschen Lotto- und Totoblock (DLTB), dem überregionalen Zusammenschluss der Lotto- und Toto-Unternehmen aller 16 Bundesländer. Darüber hinaus ist Lotto Brandenburg auf internationaler Ebene Mitglied in der Vereinigung Europäischer Lotterien (EL) und der World Lottery Association (WLA).
Im Geschäftsjahr 2024 erwirtschaftete das Unternehmen einen Umsatz von rund 237 Mio. Euro.

## Grundlagen
„Grundlage für jegliches Handeln der LBL ist das gesellschaftspolitisch gewollte, ordnungsrechtlich regulierte Glücksspiel. Alle Maßnahmen richten sich darauf aus, die Brandenburger Spielwünsche unter konsequenter Beachtung von Recht, Gesetz und Vereinbarungen der deutschen Lotteriegesellschaften auf das Angebot zu kanalisieren.“
Die aus dem Urteil des Bundesverfassungsgerichts vom 28. März 2006 resultierenden Vorgaben für das Lotterie- und Sportwettenwesen sind auch für die Land Brandenburg Lotto GmbH maßgeblich. Sie handelt ebenfalls nach den Zielen des Glücksspielstaatsvertrags sowie der entsprechenden Ausführungsgesetzgebung im Land Brandenburg und ist dem Jugend- und Spielerschutz, insbesondere in der Umsetzung präventiver Maßnahmen, verpflichtet.
Die LBL arbeitet eng mit dem Kompetenzzentrum Spielerschutz und Prävention der Universitätsmedizin der Johannes-Gutenberg-Universität in Mainz zusammen. Die Maßnahmen des Minderjährigen- und Spielerschutzes sowie der Suchtprävention umfassen u. a. den Betrieb einer Hotline, Schulungen der Mitarbeiter, Weiterentwicklung der Sozialkonzepte und Schulungen sowie Erfahrungsaustausche mit den Experten des Kompetenzzentrums. Zudem steht die LBL im Austausch mit regionalen Ansprechpartnern wie z. B. der Brandenburgischen Landesstelle für Suchtfragen e. V.

## Unternehmensstruktur
Der LBL-Konzern zeichnet als Mutterunternehmen für drei 100-prozentige Tochtergesellschaften verantwortlich. Diese sind die Brandenburgische Spielbanken GmbH & Co. KG (BSB), die Brandenburgische Spielbanken Beteiligungs-GmbH und die Brandenburgische Lotto-Gesellschaft mbh.
Die LBL beschäftigt 119 und die BSB KG 82 Mitarbeiterinnen und Mitarbeiter (Stand: 31. Dezember 2024). Die Tochterunternehmen Brandenburgische Spielbanken Beteiligungs-GmbH und die Brandenburgische Lotto-Gesellschaft mbh haben keinen eigenen Personalbestand.

## Spiele
Lotto Brandenburg vertreibt ihre Produkte in 708 Lotto-Shops (Stand 31. Dezember 2024) und im Internet. Das Sortiment beinhaltet:
- Lotto 6aus49 – Normal- oder Systemspiel
- Eurojackpot  – Normalspiel oder Systemspiel (nur im Shop)
- Glücksspirale
- Sieger-Chance
- Super 6
- Spiel 77
- Keno
- plus 5
- Toto – 13er-Ergebnis- oder 6-aus45-Auswahlwette
- Sofortlotterien: Rubbellose
- Glücksrakete – Jahresendlotterie der Lotteriegesellschaften der neuen Bundesländer und Berlin

## Geschichte
Die LBL wurde mit Gesellschaftsvertrag vom 3. April 1991 errichtet. Erster Geschäftsführer war Klaus Walkenbach. Am 15. Mai 1991 erfolgte die Eintragung in das Handelsregister beim Amtsgericht Potsdam-Stadt. 1992 war die Einweihung und der Bezug der neuen LBL-Zentrale in der Steinstraße in Potsdam. Im selben Jahr wurde die LBL Mitglied im DLTB und es gab den ersten Millionengewinn im Land Brandenburg.
1993 begann die LBL ihr Engagement für die Kunst. Sie förderte Brandenburger und später auch Berliner Künstler und ermöglichte ihnen Ausstellungen in Potsdam. 1994 war der Beginn der Partnerschaft zwischen der LBL und dem Ex-Boxweltmeister Henry Maske. Der Jackpot von Lotto 6aus49 am Samstag war im September 1994 mit 42 Mio. DM gefüllt. Es war damit der höchste DM-Jackpot in der Lottogeschichte. Der Förderpreis 100 % Musik wurde von Mai 1995 bis November 2011 im 2-Jahres-Rhythmus in Potsdam verliehen. Von Februar bis Oktober 1997 erfolgte die Einführung des Lotto-Onlinesystems. 1997 bis 2001 war die Veranstaltung von vier Lotto-Sportfesten unter der Schirmherrschaft von Henry Maske.

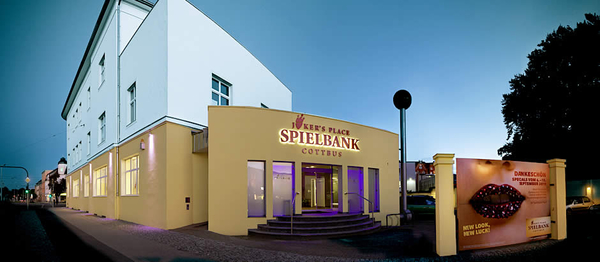
Der Eingang zur Spielbank Cottbus in der Straße der Jugend

Im Mai 1998 wurde die von den Brandenburgischen Spielbanken betriebene Spielbank „Joker’s Place“ in Cottbus eröffnet. Vom 10. Oktober 1998 bis Dezember 2004 beteiligte sich Lotto Brandenburg am Tele-Bingo. Im November 1998 ging Lotto Brandenburg mit einem Informationsportal ins Netz. Vom 15. August 2000 bis 29. Dezember 2014 veranstaltete Lotto Brandenburg  die Sportwette Oddset. Der Anbau der Potsdamer LBL-Zentrale mit einem Schulungszentrum sowie Räumen für Tagungen und Veranstaltungen wurde im Dezember 2000 fertiggestellt. Die LBL erhielt im April 2001 eine Doppelführungsspitze, Klaus Walkenbach und Horst Mentrup leiteten gemeinsam die LBL und die Brandenburgische Spielbanken GmbH & Co. KG. Im Mai 2001 begann das Internet-Lotto-Spielsystem.

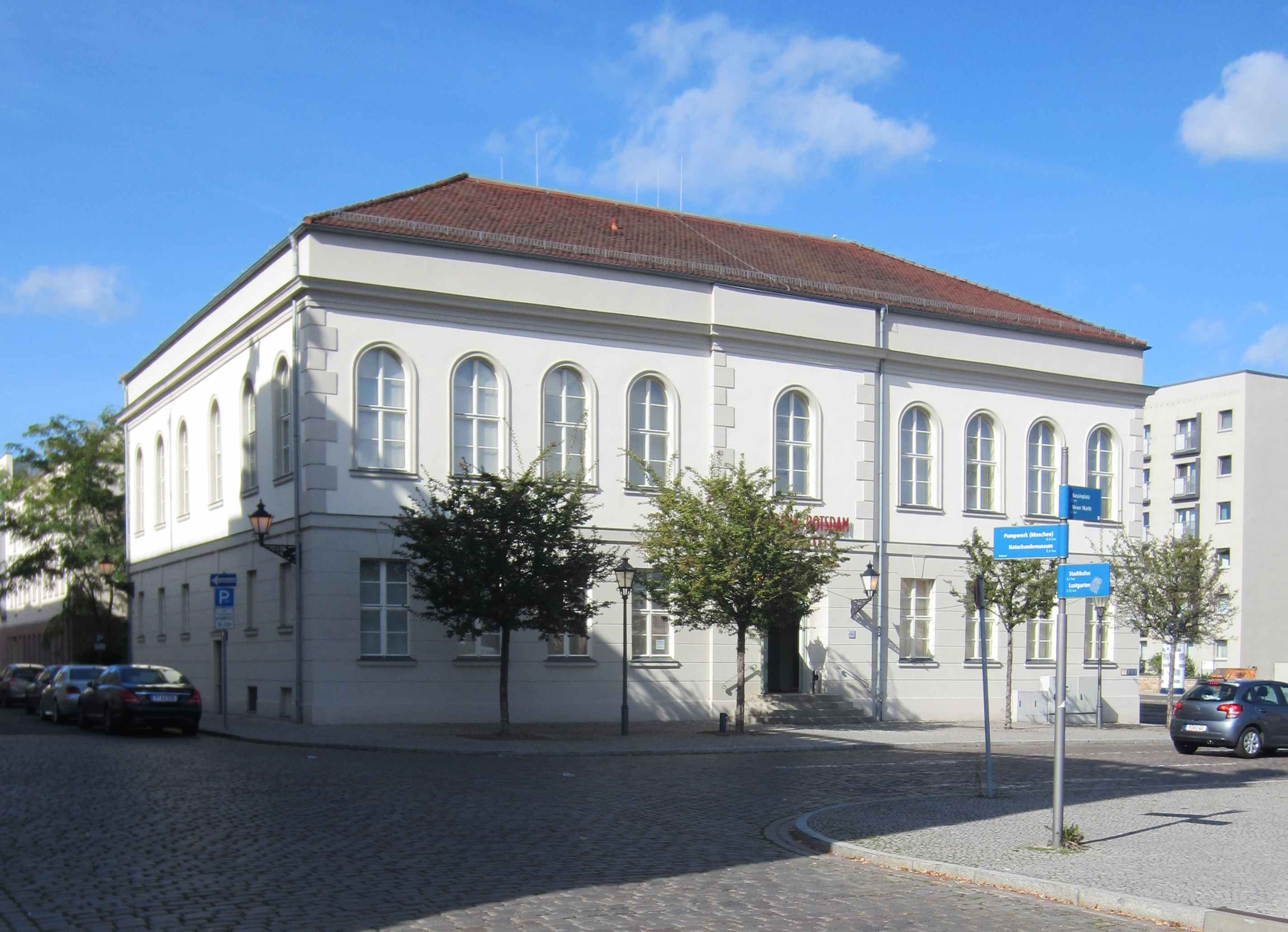
Gebäude der Spielbank „Joker’s Garden“ in Potsdam

Im Januar 2002 wurde die Spielbank „Joker’s Garden“ in Potsdam eröffnet.
Mit dem Sportfördergesetz vom 1. Januar 2004 begann eine neue Partnerschaft mit dem Landessportbund Brandenburg. Das Ehrenamt im Sport wurde durch die Auszeichnung von Sportsympathiegewinnern in besonderer Weise gewürdigt. Diese Kooperation ersetzte das Lotto Sportfest. Am 8. November 2004 begann die tägliche Lotterie KENO. Lotto Brandenburg bekam 2006 ein neues Logo. Im Mai 2006 wurde die Spielbank in Frankfurt (Oder) eröffnet. Im November 2006 erfolgte der Entzug der Erlaubnis für das Internet-Lotto-Spielsystem durch das Ministerium des Innern des Landes Brandenburg.
Die paneuropäische Lotterie Eurojackpot wurde am 23. März 2012 bundesweit eingeführt. Die LBL war von Beginn an Mitglied der Eurojackpot-Kooperation. Anja Bohms wurde am 15. September 2014 neue Geschäftsführerin neben Horst Mentrup. Am 31. März 2015 erfolgte die Einstellung des Spielbetriebs der Spielbank in Frankfurt (Oder).
Ab 1. Januar 2018 war Anja Bohms alleinige Geschäftsführerin des Unternehmens. Seit 6. Mai 2019 gibt es wieder eine Doppelspitze. Kerstin Kosanke komplettiert das Geschäftsführungsduo.
Der Bruttospielertrag der Brandenburgischen Spielbanken GmbH & Co. KG betrug 2018  8,19 Mio. Euro. Die Spielbankabgabe an das Land Brandenburg betrug 2018 2,2 Mio. Euro. Die Konzession für die beiden Spielbanken wurde Ende 2018 für weitere 10 Jahre bis zum 31. Dezember 2028 erteilt.

## Gewinnausschüttungen
Seit 1991 bis Ende 2024 verzeichnete Lotto Brandenburg 130 Millionäre. Am 25. Juni 2021 wurde mit der Spielart Eurojackpot der bisher höchste Gewinn in der Brandenburger Lottogeschichte in Höhe von rund 48 Millionen Euro erzielt. Kurze Zeit später ging der bisher höchste Brandenburger Einzelgewinn bei Lotto 6aus49 in Höhe von 26 Millionen Euro an einen Dauerspieler aus dem Landkreis Ostprignitz-Ruppin.
An der TV-Sendung Die Lotto-Show, die zwischen 1998 und 2001 ausgestrahlt wurde, nahmen 25 Brandenburger teil. Ein Brandenburger gewann dabei im August 1999 den Spitzengewinn von 1 Million DM, zwei weitere erzielten je 50.000 DM.
In der Sonntagabendshow Glücksspirale, die von 1996 bis 2001 ausgestrahlt wurde, gewann ein Brandenburger 2,5 Mio. DM. Dreimal konnte die Sofortrente mit 10.000 bzw. 12.000 DM monatlich ein Leben lang erzielt werden. Drei weitere Brandenburger erspielten sich am Millionärsrad in der Glücksspirale Show je 1 Mio. DM. Ein Brandenburger gewann die lebenslange Sofortrente in Höhe von 7.500 € monatlich und drei weitere die lebenslange Rente von monatlich 2.500 €.

## Zertifizierungen
„Lotto Brandenburg ist im Hinblick auf die Sicherheit des Spielgeschäfts nach ISO/IEC 27001 insbesondere zur Informationssicherheit zertifiziert“:
- Zertifikat der World Lottery Association (WLA) „WLA Security Control Standard: 2020“[18]
- Zertifikat der TÜV Süd Management Service GmbH ISO/IEC 27001:2022[19]

Das Unternehmen hat seine Ausrichtung und Aktivitäten zum „Spiel mit Verantwortung“ im Responsible Gaming Framework zusammengefasst. Im Mai 2013 erhielt Lotto Brandenburg die Zertifizierung gemäß den Responsible Gaming Standards der European Lotteries. Diese wurde im Mai 2019 und im Mai 2022 in einem Re-Zertifizierungsaudit jeweils erneut bestätigt.

## Förderung des Gemeinwohls
Die von den Spielern bei der LBL eingesetzten Mittel für Glücksspiele und Wetten werden neben der Gewinnausschüttung zum überwiegenden Teil über Steuern und Abgaben an die Allgemeinheit zurückgeführt. Lotto Brandenburg führt von jedem Euro Lotto-Spieleinsatz grundsätzlich 20 Cent als Glücksspielabgabe an das Land Brandenburg ab. Entsprechend dem Sportfördergesetz erhält der Sportbereich jährlich mindestens 19 Millionen Euro.
Im Jahr 2024 betrug die Glücksspielabgabe rund 45,7 Mio. Euro und die Lotteriesteuer rund 40,8 Mio. Euro.
Die Förderung von Projekten und Initiativen über die zweckgebundene Verwendung der sogenannten Lottomittel stellt eine Säule des gemeinwohlorientierten Staatsvertragsmodells dar, auf dem die Organisation von „Lotto“ in der Bundesrepublik beruht. Zum anderen ergreift Lotto Brandenburg wie andere Lotteriegesellschaften auch selbst die Initiative und investiert in nachhaltige Projekte.
Lotto Brandenburg engagiert sich in eigenen Projekten. Dazu gehören der Kunstpreis Fotografie sowie die Auszeichnung von „Sportsympathiegewinnern“ für ehrenamtliches Engagement im Vereinssport in Zusammenarbeit mit dem Landessportbund Brandenburg. Seit 2020 hat Lotto Brandenburg die Schirmherrschaft über den neu entstandenen „Better World Award UP“ der Universität Potsdam.  Dieser würdigt Masterarbeiten und Dissertationen, die einen entscheidenden Beitrag zur Weiterentwicklung der Gemeinschaft leisten.